# ミッキーのゴルフ
『ミッキーのゴルフ』（原題：Canine Caddy）は、ウォルト・ディズニー・プロダクション（現：ウォルト・ディズニー・カンパニー）が製作した1941年5月30日公開のアニメーション短編映画作品。
作品中ではミッキーマウスの短編映画シリーズと表示され、そのように扱う資料も存在するが、公式にはプルートの短編映画シリーズとして扱われている。

## あらすじ
ゴルフ場に来たミッキーとプルート。彼らはさっそくゴルフを始めたものの、ボールがモグラの巣穴へ落ちてしまう。ボールを木の実と間違えたのか、モグラはまずそうな顔。プルートはモグラを追いかけているうちに、ゴルフ場を滅茶苦茶にしてしまう。最初は怒っていたミッキーだが、「こまったやつだな」と笑って許してくれた。尻尾の上でモグラが走り回っているのにも知らずに、ご機嫌のプルートだった。

## キャスト
| キャラクター   | 原語版             | 日本テレビ版 | ポニー・バンダイ版 | BVHE旧版     | BVHE新版     |
| -------------- | ------------------ | ------------ | ------------------ | ------------ | ------------ |
| ミッキーマウス | ジム・マクドナルド | 山田栄子     | 後藤真寿美         | 納谷六朗     | 青柳隆志     |
| プルート       | ピント・コルヴィグ | 原語音声流用 | 原語音声流用       | 原語音声流用 | 原語音声流用 |
| ナレーター     | -                  | -            | 江原正士           | -            | -            |

## スタッフ
| 製作   | ウォルト・ディズニー  |
| 音楽   | ポール・J・スミス     |
| 助監督 | ドン・A・ダックウェル |
| 監督   | クライド・ジェロニミ  |

### 翻訳盤
| 翻訳     | 佐藤恵子 |
| 演出     | 向山宏志 |
| 音響製作 | 東北新社 |

## 日本での公開

### 収録
- 『夢と魔法の宝石箱 ミッキーとごきげんチーム』（VHS、DHVジャパン）